# 김성진 (1905년)
김성진(1905년 10월 1일~1991년 6월 27일)은 대한민국의 의사 출신 정치인이다. 제4대 보건사회부장관, 제6대 국회의원을 지냈다.

## 역대 선거 결과
|  | 33.5% |

|  | 26.17% |